# Streit Group Cougar
Streit Group Cougar — украинский бронеавтомобиль с колёсной формулой 4 × 4, разработанный канадской компанией Streit Group на шасси автомашины Toyota Land Cruiser 79.

## История
Первый демонстрационный образец бронемашины был представлен на оружейной выставке «IAV 2013» в феврале 2013 года.
В июне 2014 г. на выставке «Eurosatory-2014» главный исполнительный директор компании «Streit Group» Герман Гуторов сообщил, что в ближайшее время компания планирует провести на Украине демонстрацию своих бронемашин и рассчитывает на создании совместного с «АвтоКрАЗ» производства бронемашин компании. Кроме того, он сообщил, что компания планирует поставлять на Украину ремкомплекты для выпущенных машин.
В сентябре 2014 года заместитель начальника государственного научно-испытательного центра вооружённых сил Украины, полковник В. Дмитриев выступил с критикой принятого правительством Украины решения о приобретении бронетехники иностранного производства для вооружённых сил Украины.
В 2014 году производство бронемашин было начато на Украине, но степень локализации остаётся невысокой:
- не менее 15 бронемашин были импортированы из ОАЭ и на Кременчугском автозаводе проходило только их дооборудование[9]
- 15 декабря 2014 генеральный директор «АвтоКрАЗ» Роман Черняк сообщил, что в бронеавтомобиле «KrAZ Cougar» доля украинской составляющей не превышает 10—15 %[10].
- 9 февраля 2015 генеральный директор «АвтоКрАЗ» Р. Е. Черняк сообщил, что в бронеавтомобиле «KrAZ Cougar» доля украинской составляющей достигает 20%[11] (остальные — импортные: 50% деталей японские, броня шведская, а ещё некоторые детали изготовлены в ОАЭ)[4].

В конце ноября 2014 года помощник начальника ГПСУ полковник Сергей Астахов сообщил, что опыт использования бронемашин "Cougar" в целом положительный, но есть и недостатки: выявлена необходимость усиления поперечных амортизаторов, поскольку на высокой скорости движения машину начинает раскачивать.
В феврале 2015 года один из бронеавтомобилей "KRAZ Cougar" полка НГУ "Азов" (вышедший из строя по техническим причинам в ноябре 2014), был переоборудован и модернизирован общественной организацией "Автосотня". Стоимость модернизации составила 4500 долларов США, на бронемашину были установлены усиленные амортизаторы, усиленный диск сцепления, новые подшипники, камера видеонаблюдения и зеркала заднего вида. В результате модернизации, удалось повысить плавность хода и устойчивость машины.

## Конструкция
Бронемашина имеет обычную компоновку с передним расположением двигателя, отделением управления в средней части машины, в кормовой части машины расположено десантное отделение. Экипаж машины состоит из двух человек, предусмотрена возможность перевозки нескольких пехотинцев.

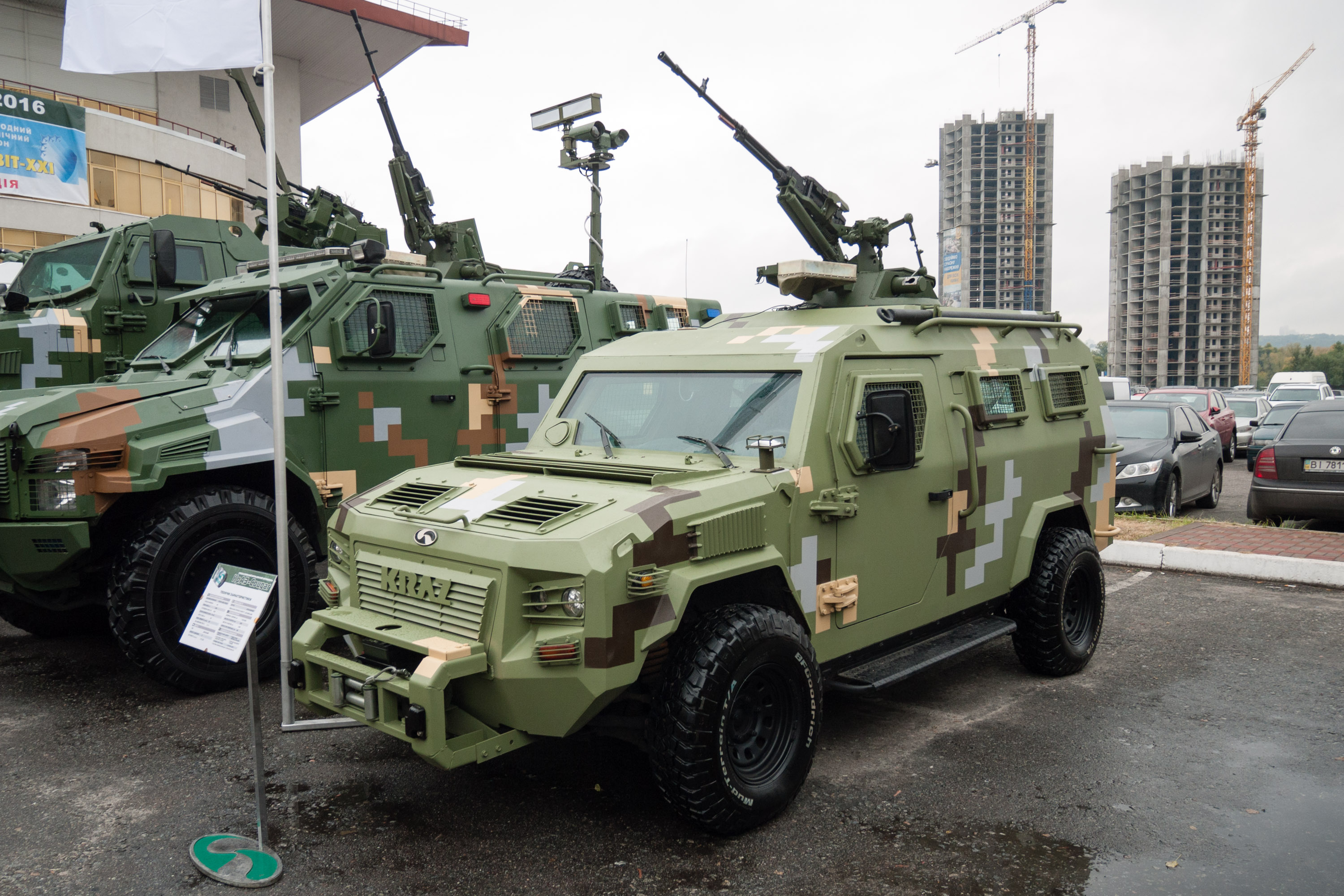
KRAZ Cougar в Киеве. 2016 год

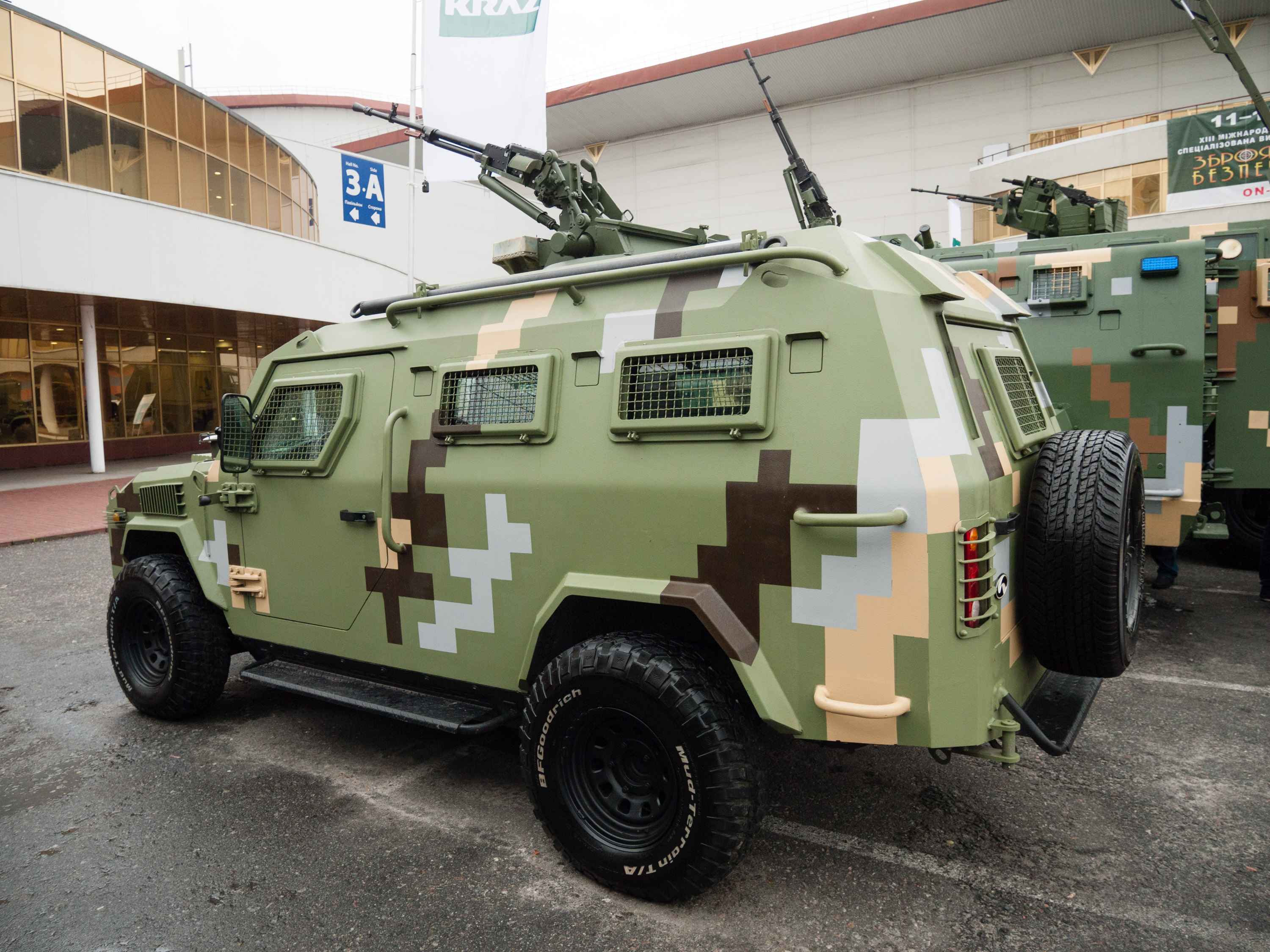
KRAZ Cougar в Киеве. 2016 год

Корпус бронемашины сварной, изготовлен из стальных броневых листов, расположенных под углом. Бронирование по стандарту CEN Level BR6 обеспечивает круговую защиту от пуль патронов 7,62×51 мм НАТО с расстояния 10 метров (по состоянию на сентябрь 2014 года, Streit Group Cougar являлся самым дешёвым броневиком, обеспечивающим защиту по уровню BR6). Стоимость одного KRAZ Cougar для вооружённых сил Украины в начале февраля 2015 года составляла 215 тыс. долларов США.
Бронирование моторного отсека (в частности, защита радиатора и капот) слабее, чем бронирование отделения экипажа.
Дно бронемашины бронировано, его нижняя часть имеет V-образную форму для повышения противоминной стойкости и обеспечивает защиту экипажа от взрыва под машиной двух ручных гранат DM51.
На крыше боевого отделения может быть установлена вращающаяся башня, в который может быть установлен:
- 7,62-мм пулемёт[1] ПКМС[4];
- 12,7-мм пулемёт[1] НСВТ[4];
- 40-мм автоматический гранатомёт[1]

Ещё одним из вариантов является боевой модуль БПУ-12,7 (дистанционно управляемый 12,7-мм пулемёт с лазерным дальномером).
В верхней части бортов десантного отделения расположены амбразуры для ведения огня из стрелкового оружия (по три с каждой стороны). В корме корпуса расположена дверь для посадки и высадки десанта, в створке которой имеется амбразура для ведения стрельбы.
В лобовом стекле имеется амбразура для ведения огня из стрелкового оружия вперёд по ходу движения машины.
По состоянию на 19 декабря 2014, находящиеся в зоне боевых действий украинские KRAZ Cougar были вооружены 7,62-мм пулемётом ПКМ, установленным на крыше боевого отделения, при этом место пулемётчика было защищено установкой нескольких стальных пластин с пуленепробиваемыми стёклами.

### Силовая установка и ходовая часть
Двигатель дизельный, шестицилиндровый: Toyota 4,5і (218 л. с.) или Toyota 4,0 TD (240 л. с.).
Коробка передач может быть автоматической или механической.
Подвеска бронемашины рессорная, с гидравлическими амортизаторами.
Шины оснащены пулестойкими вставками "Hutchinson runflat system", которые позволяют продолжать движение после прострела или повреждения шины ещё 50 км.
Машина оборудована двумя топливными баками общей ёмкостью 180 литров.

### Дополнительное оборудование
На бронемашину может быть установлено дополнительное оборудование, в том числе:
- радиостанция[1]
- система видеонаблюдения[1]
- лебёдка — предназначена для самовытаскивания застрявшей бронемашины, а также для вытаскивания других застрявших машин аналогичной или меньшей массы[1]
- запасное колесо — в крепление на двери десантного отделения в корме корпуса[1]
- устройство для отстрела дымовых гранат[5]

## Варианты и модификации
- медицинская машина — первый медицинский KRAZ Cougar был представлен 18 февраля 2015 года   (и в дальнейшем был передан на вооружение пограничной службе Украины)[21].
- демилитаризованный вариант — по заказу специальной мониторинговой миссии ОБСЕ, в ноябре 2014 — феврале 2015 на 10 бронеавтомобилях, поставленных для миссии ОБСЕ, был произведен демонтаж бронебашни с турелью с последующей зашивкой верха бронелистом и выполнен ряд незначительных конструктивных доработок, заявленных заказчиком (установлены кронштейны для крепления огнетушителей, рундуки для хранения ЗиПа и медоборудования)[22]
- Streit Group Cougar-LAMV[23] — модификация 2016 года, демонстрационный образец впервые представлен в июне 2016 года на выставке вооружения "Eurosatory-2016". Увеличен клиренс[24]

## На вооружении
- Украина — 77 единиц импортировано из ОАЭ в 2014 году [2]
  - Национальная гвардия Украины — не менее 20 единиц на 2014 год [25].
  - Государственная пограничная служба Украины — не менее 47 единиц на конец 2014 года [26].
  - ОБСЕ — 13 ноября 2014 десять бронемашин[27] были переданы министерством обороны Украины во временное пользование Специальной мониторинговой миссии ОБСЕ в Украине[28].
- Южный Судан — некоторое количество на 2018 год[29]